# Земля тролів
Земля тролів (норв. Askeladden — I Dovregubbens hall, букв. «Земля тролів — У залі Доврегуббенса») — норвезький сімейний фентезійний фільм 2017 року. Знятий на основі норвезьких народних казок.

## Сюжет
Королівська дочка Крістен не хоче виходити заміж за нареченого, на якому наполягає її батько, і вирішує втекти. Подорож лісом виявляється не такою вже й безпечною. Вона потрапляє в лапи володаря місцевого лісу Короля Гори — потворного велетня, який не знає жалю до своїх непроханих гостей. У королівстві оголошено пошук принцеси. Той, хто її знайде отримає незліченні королівські скарби та принцесу собі в дружини. На пошуки прекрасної принцеси вирушає син бідного фермера Еспен, а компанію йому складають декілька його братів. Родинна справа на межі банкрутства — тож королівські гроші стануть їм в пригоді. Проте брати вважають Еспена за невдаху та незграбу. Та головна складність полягає у тому, що шукати принцесу доведеться у землі тролів — там, де краще не ходити, якщо ти не готовий попрощатися з життям.

## У ролях
| Актор                  | Роль              |
| ---------------------- | ----------------- |
| Вебйорн Енгер          | Еспен Аскеладд    |
| Мадс Сйогорд Петтерсен | Пер               |
| Еліас Голмен Соренсен  | Пол               |
| Ейлі Гарбо             | принцеса Крістін  |
| Аллан Гайд             | принц Фредерік    |
| Торбйорн Гарр          | батько Аскеладдів |
| Гард Ейдсвольд         | король            |
| Сюннове Масоді Лунд    | королева          |
| Гіскен Арманд          | Стуббек'єррінга   |
| Іда Урсін-Гольм        | хульдра 1         |
| Роберт Ск'єрстад       | Крістіан          |
| Артур Бернінг          | Гуннар            |
| Антоніо де ла Круз     | Весле-Ян          |
| Руне Гагеруп           | посланець         |
| Насрін Хусраві         | офіціантка        |
| Катеріна Клаусова      | хульдра 2         |
| Зузана Павлу           | хульдра 3         |
| Ян Філіпенський        | велетень          |
| Лів Бернгофт Оса       | оповідач          |